# Пан Дэ Ду
Пан Дэ Ду (кор. 방대두?, 方大斗?; род. 14 октября 1954, Кёнсан, Кёнсан-Пукто) — южнокорейский борец греко-римского стиля, призёр чемпионата мира, Олимпийских и Азиатских игр.

## Биография
Родился в 1954 году в Кёнсане. В 1974 году стал бронзовым призёром Азиатских игр. В 1982 году стал бронзовым призёром чемпионата мира. В 1984 году стал бронзовым призёром Олимпийских игр в Лос-Анджелесе.